# Ernest Gellner
Ernest André Gellner (París, França, 9 de desembre de 1925 - Praga, República Txeca, 5 de novembre de 1995) va ser un filòsof, antropòleg social i professor universitari txec-britànic nascut a París.

## Biografia
Ernest Gellner va nàixer en una família jueva de classe alta de Praga, on es va educar en l'escola anglesa. Pel nazisme emigrà a la Gran Bretanya el 1939 i va allistar-se a l'exèrcit txec. Després de la guerra, estudià filosofia, economia i política a Oxford, on esdevingué doctor en antropologia social i professor. De 1962 a 1984, va ensenyar filosofia, sociologia i lògica i metodologia científica a la London School of Economics. Durant força anys fou crític habitual al suplement literari del Times. A inicis dels anys 80, es va fer càrrec de la càtedra William Wyse d'antropologia social a Cambridge fins a jubilar-se el 1993. En els darrers anys de la seva vida va dirigir el Centre for the Study of Nationalism creat especialment per a ell en la Central European University de Praga amb finançament del magnat George Soros.

## Àmbits d'estudi i obres
Gonçal Mayos i Solsona distingeix sis grans àmbits de treball de Gellner:

### Crític de l'abstracció lingüísticista
Hi dedicà la seva primera i atrevida obra: Words and Things, A Critical Account of Linguistic Philosophy and a Study in Ideology del 1959. Però també l'obra pòstuma Language and Solitude: Wittgenstein, Malinowski and the Habsburg Dilemma del 1998.

### Antropologia de l'Islam
Amb els llibres Saints of the Atlas de 1969, Muslim Society de 1981 i Postmodernism, Reason and Religion de 1992.

### Crítica del postmodernisme
Hi dedica gran part dels seus articles publicats en suplement literari del Times, alguns llibres recopilatoris i el ja mencionat Postmodernism, Reason and Religion (1992).

### Nacionalisme
La innovadora i molt influent teoria del nacionalisme de Gellner es va plantejar en el capítol 7 de Thought and Change de 1964. Continuà amb Nations and Nationalism (1983), Culture, Identity, and Politics (1987), Nacionalisme (1997), i col·lateralment a Language and Solitude: Wittgenstein, Malinowski, and the Habsburg Dilemma (1998).

### Anàlisi i defensa del racionalisme
Hi dedica molts llibres. En destaquem: Cause and Meaning in the Social Sciences (1973), Legitimation of Belief (1974), The Psychoanalytic Movement (1985), Reason and Culture (1992) i els ja mencionats Thought and Change (1964) i Conditions of Liberty (1994).

### «Història filosòfica»
Amb l'obra més abastadora i ambiciosa d'Ernest Gellner: Plough, Sword and Book de 1988.